# Kunst- en Cultuurhuis Cinetol

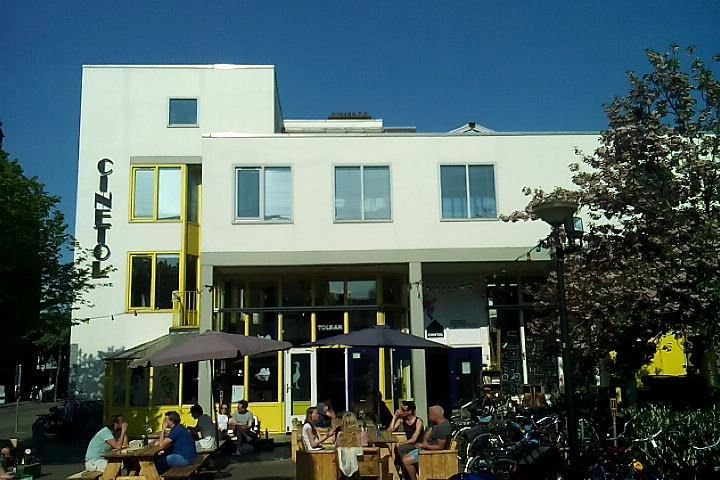
Achterzijde van het cultuurcentrum

Cinetol (voluit: Stichting Kunst- en Cultuurhuis Cinetol) is een cultureel centrum in Amsterdam-Zuid. 

## Cinetol
Het bestaat uit een concertzaal, vergaderzaal, werkplekken voor creatievelingen en eetcafé 'de Tolbar'.
Het cultuurhuis ligt in de Tolstraat 182, náást het gekende Cinetol-gebouw. Het gebouw is oorspronkelijk in 1982 gebouwd als buurthuis, en later ook gebruikt als centrum voor jongerenactiviteiten. Na 5 jaar leegstand werd Cinetol in maart 2014 de nieuwe eigenaar. De naam voert terug op de gelijknamige bioscoop.

## Geschiedenis
Op deze plaats stond eerst een houten gebouw voor de Theosofische Vereniging in Nederland. Dat kon zich de inschakeling van gerenommeerd architect Karel de Bazel veroorloven. Toen men genoeg geld had voor een definitief gebouw was De Bazel al overleden en werd architect Leendert van der Vlugt ingeschakeld. Het gebouw uit 1927 kreeg in de loop van de jaren vijftig haar bijnaam Cinetol naar de bioscoop Cinétol die er jaren gevestigd was. Bij een grootscheepse sanering van de terreinen in de jaren tachtig was er roep om een buurthuis. Het oude centrum dat nog jaren in gebruik was als opslag van het Het Nationale Ballet en Nederlands Danstheater werd vanwege veel achterstallig onderhoud gesloopt en aan de hand van een ontwerp van architect Hans Cornelissen volgde vanaf 1983 tot 1985 de nieuwbouw. Hij had de opdracht meegekregen een gebouw passend bij het grote gebouw te ontwerpen; hetgeen uiteraard achteraf leidde tot wel of niet geslaagd. Het gebouw bestaat uit twee delen verbonden door een overdekte entreehal. Het voorste deel is aangepast aan de bebouwing aan de straat, het achterste deel aan Cinetol. Het leidde ertoe dat het buurthuis de kleurstelling meekreeg van Cinetol, vooral primaire kleuren geel, blauw en rood. Overigens is die kleurstelling ook te vinden in het titelloze beeld van Govert Heikoop dat op het gemeenschappelijke terrein staat.   